# 小行星1482
小行星1482（1482 Sebastiana）是一颗围绕太阳公转的小行星。1938年2月20日，卡爾·威廉·萊茵姆特在海德堡发现了此天体。
該小行星以德國數學家塞巴斯蒂安·芬思特瓦爾德命名。
这颗小行星的绝对星等为211.9362201945186等。